# Niccolò Berrettoni
Niccolò Berrettoni (né le 14 décembre 1637 à Macerata Feltria, (Marches), mort en février 1682 à Rome) est un peintre italien de la période baroque du XVIIe siècle

## Biographie
Il s'est formé avec Simone Cantarini à Pesaro. 
Il se rend à Rome en 1670 et y rejoint l'Atelier de Carlo Maratta. 
En 1675, il rejoint l'Accademia di San Luca. 
Grâce à Carlo Maratta il est chargé de réaliser les fresques de la Chapelle Sainte-Anne dans la Basilique Santa Maria in Montesanto, puis celle de la Villa Falconieri à Frascati, du Palazzo Oliva à Pesaro. 
Malgré cela, dans les dernières années de sa vie, sa relation avec Carlo Maratta devient plus difficile : en 1680, Berrettoni était sur le point de recevoir une importante charge de travail relative à la création d’une fresque sur les murs dans la nef de San Silvestro in Capite, mais Maratta préféra finalement en donner la charge au plus ancien Giacinto Brandi. Il semble qu'à cause de cet événement, comme en témoigne Pascoli, Berrettoni tombe malade et meurt en février 1682.

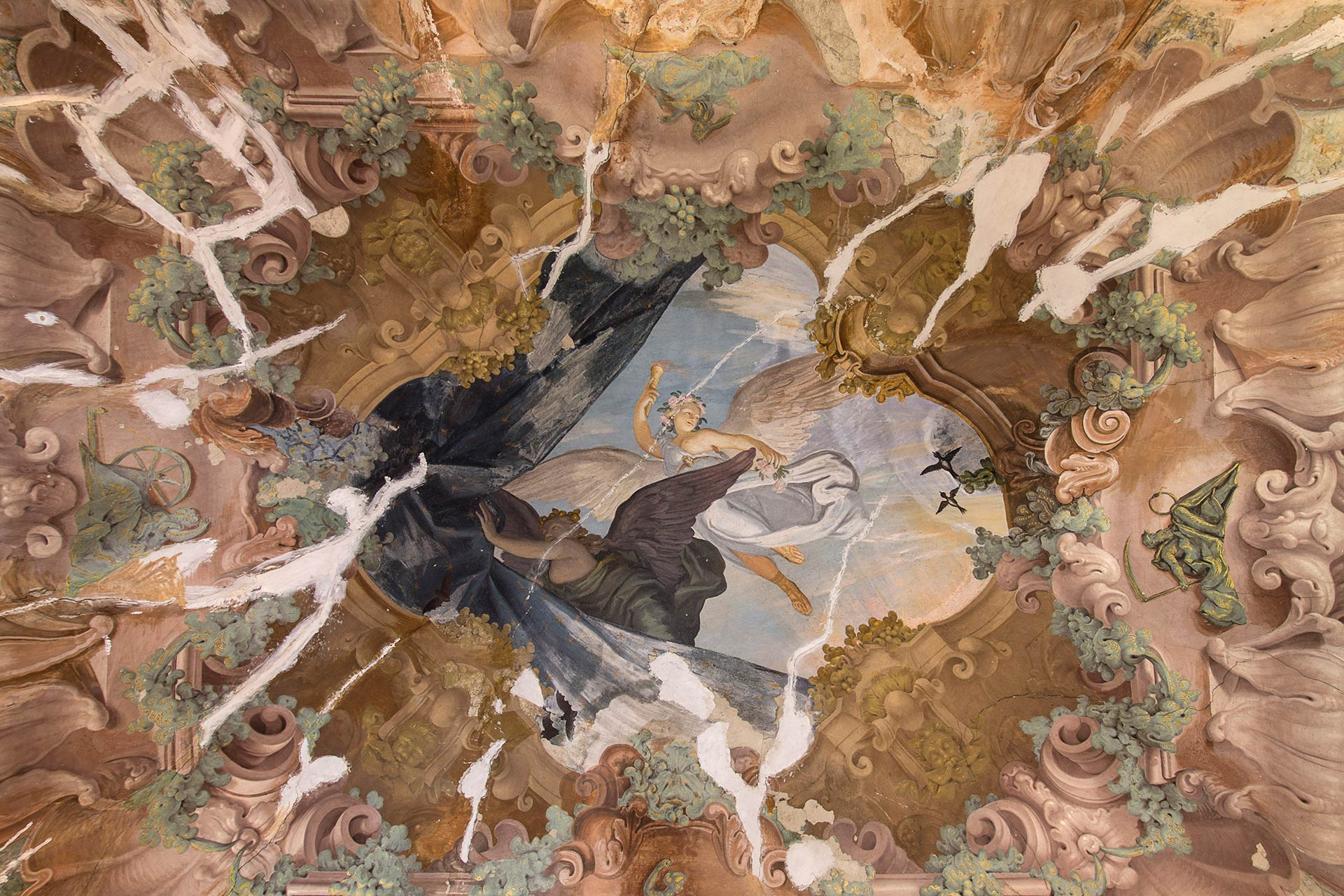
Plafond de la Villa Cattani-Stuart de Pesaro

## Œuvres
Certaines des peintures de Berrettoni ont été perdues.  Parmi celles encore présentes et les plus connues :
- Vierge à l'Enfant avec les saints François et jacob, Santa Maria in Montesanto.
- Sainte Famille, gravé par Giovanni Girolamo Frezza, Santa Maria in Montesanto.
- Mariage de la Vierge, gravé par Pietro Santi Bartoli, maître-autel de San Lorenzo à Borgo)
- Le Jugement de Pâris, Devonshire Collection.
- Dix études de craie rouge de Nus féminins, Académie de San Fernando à Madrid.
- Études de femme nue, Kunstmuseum de Düsseldorf.
- Fresques de la Villa Cattani Stuart à Pesaro
- Vierge à l’Enfant avec saint Jean. Pinacothèque Communale d'Ascoli Piceno.
- Fresques du Palazzo Altieri (1675) de Rome. Son œuvre la plus importante, qui fut d’abord confondue avec les peintures au plafond de la première antichambre, dont le créateur est par contre Domenico Maria Canuti et seulement en 1961 furent identifiés comme seuls ceux présents dans la Salle Rouge.

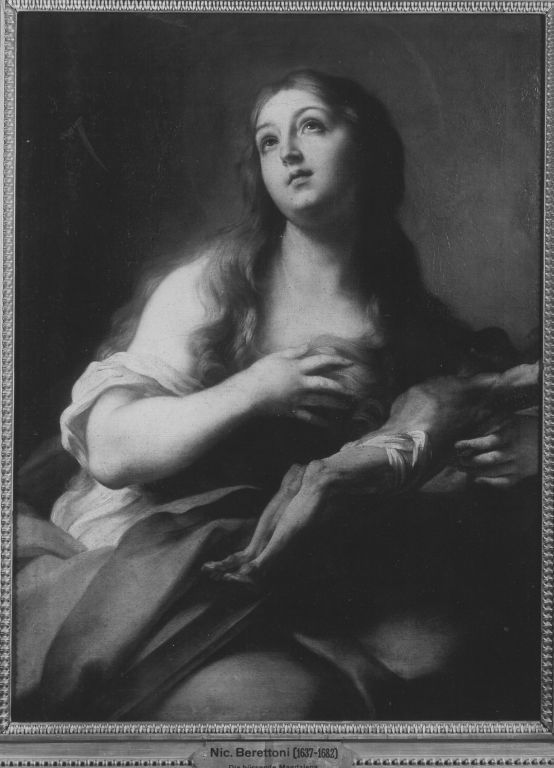
Marie Madeleine, Bavarian State Painting collections
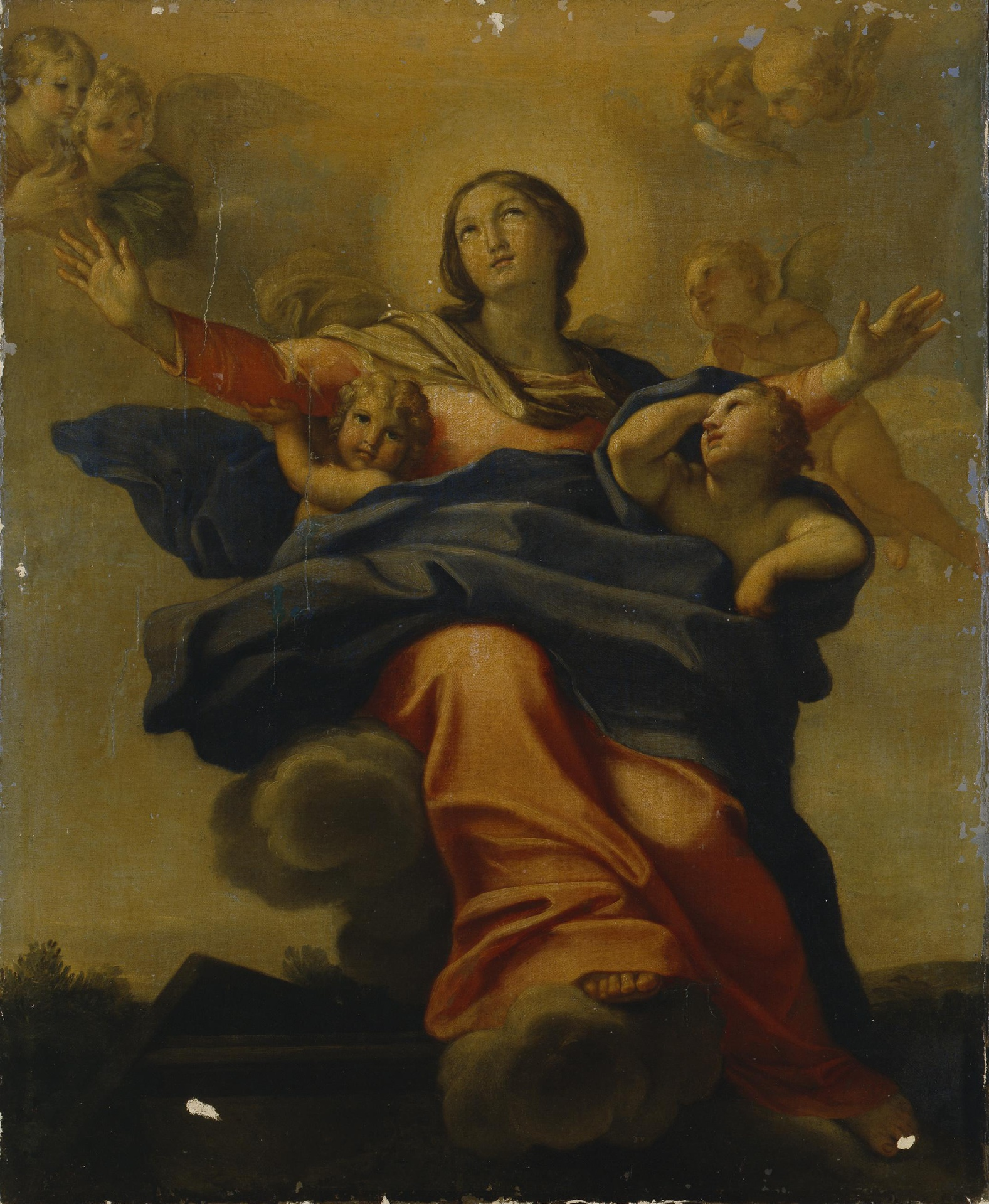
Assomption de la Vierge
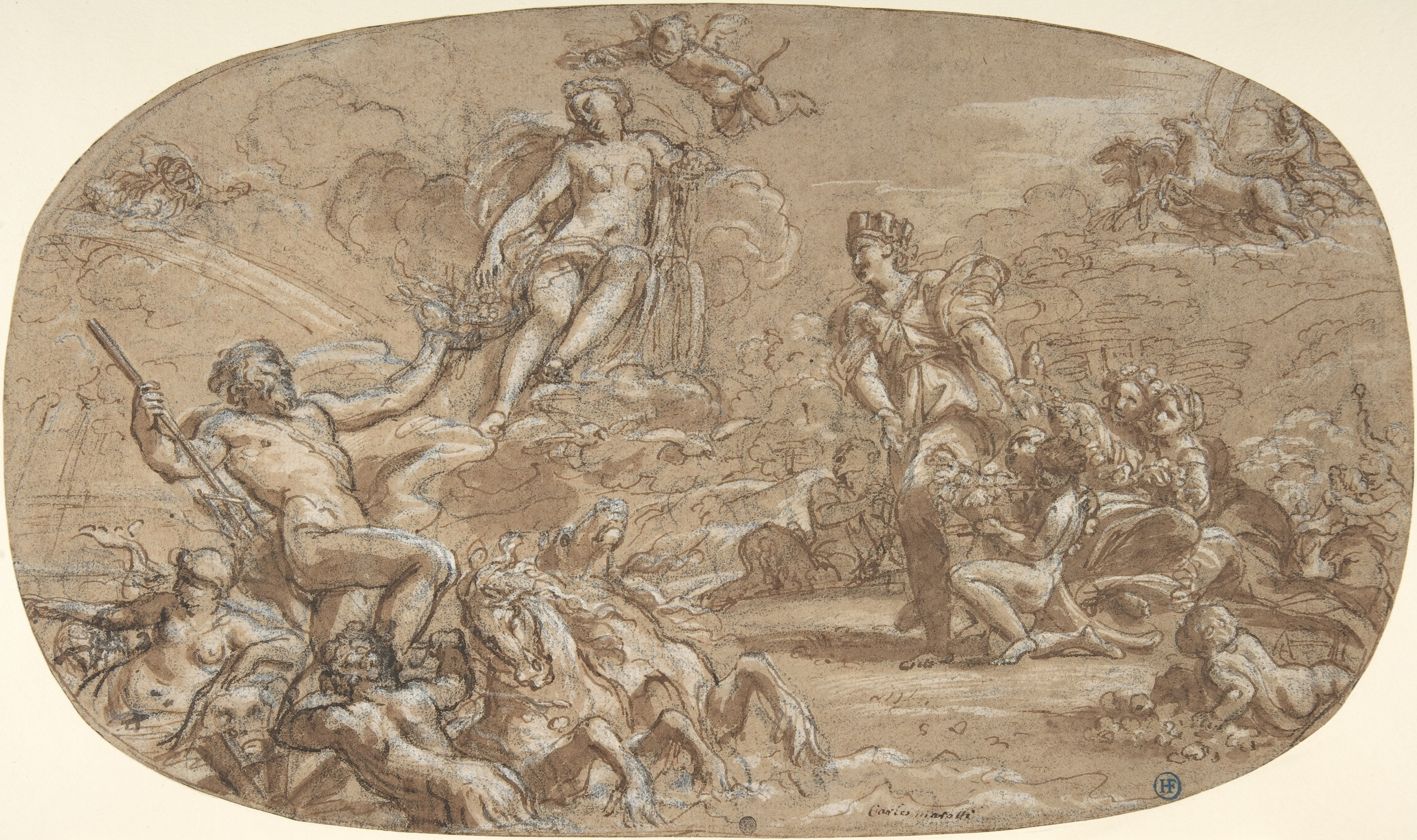
La naissance de Vénus avec Neptune, Cybèle et le chariot du Soleil
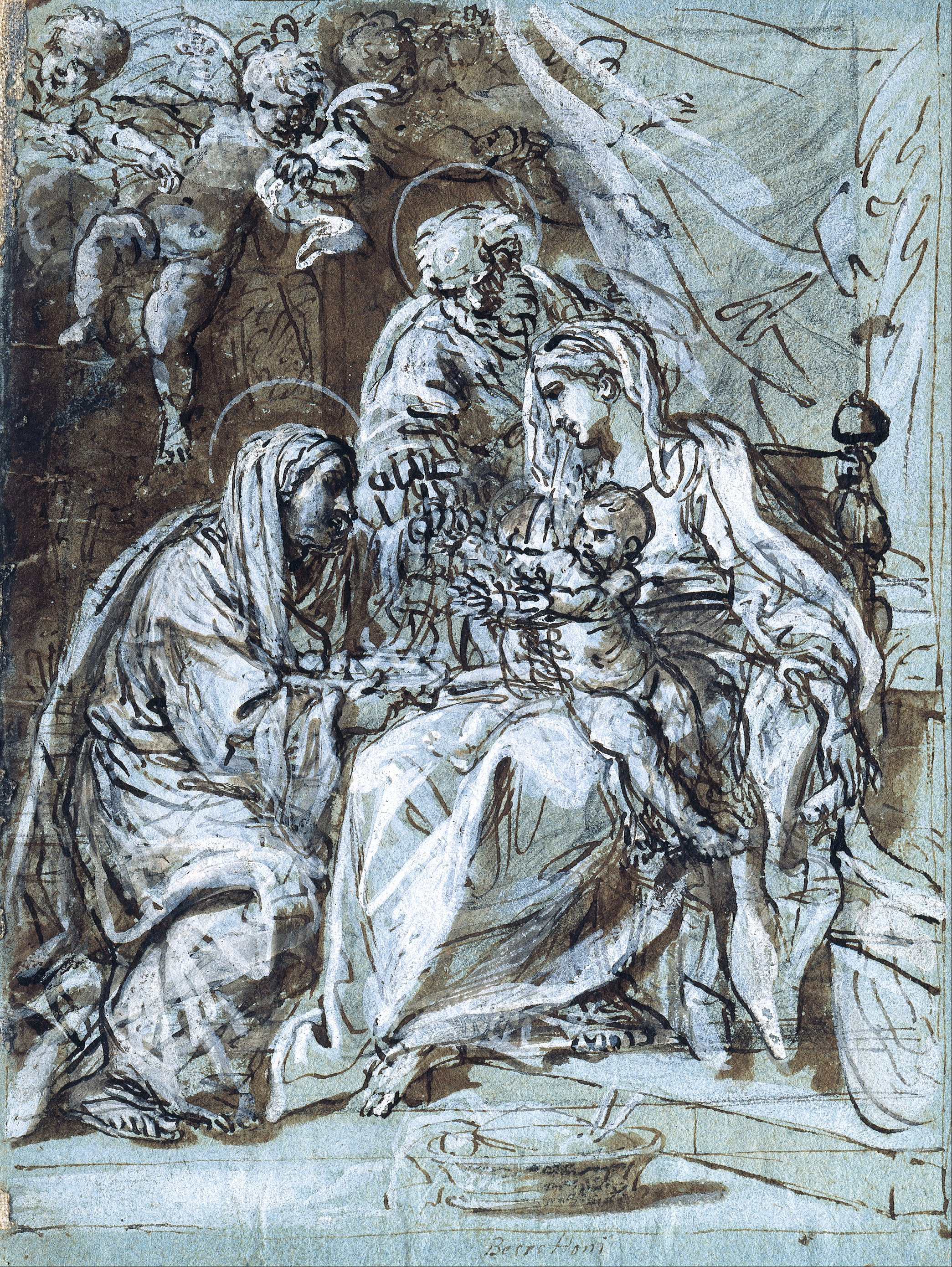